# WASP-12b
WASP-12b は、惑星の通過を観測するスーパーWASPプロジェクトによってWASP-12の周囲を公転しているのが発見された太陽系外惑星であり、ホット・ジュピターである。2008年4月1日に発見が公表された。主星から非常に近い軌道を公転しているため、主星から受け取るエネルギーによって、太陽系外惑星でも特に密度が低くなっているものの一つである。地球が太陽の周りを365日で公転するのと比べ、1日と少しで親星の周りを公転する。親星からの距離は地球と太陽の間の44分の1で、木星とほぼ同じ軌道離心率を持つ。
2017年9月には、ハッブル宇宙望遠鏡を用いて観測を行った研究チームが、WASP-12bは恒星からの光の94%を吸収する、極めて低いアルベドを持つ天体であると発表した。それにより、メディアなどでは、WASP-12bは「アスファルトのように黒い惑星」と表現されている。

## 特徴

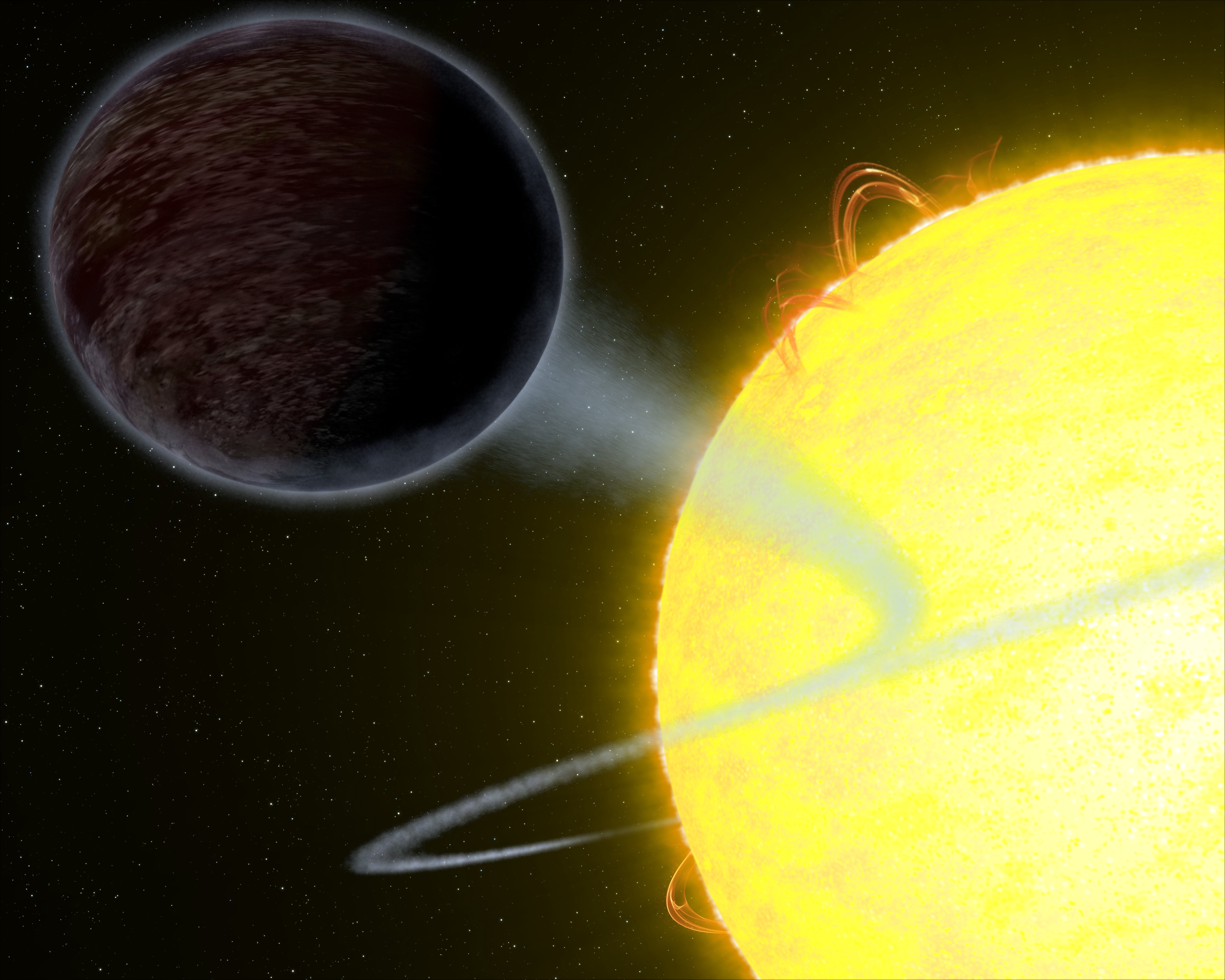
WASP-12bは、恒星からの光の94%を吸収するほどの低いアルベドを持っていた。

WASP-12から非常に近い軌道にあるため、潮汐力によって惑星は卵形に引き延ばされ、1年に10-7木星質量(18京9000兆t)ずつ大気が主星にはぎ取られている。主星に非常に近いことと、いわゆる潮汐加熱の効果により、表面温度は 2500 K 以上になっている。
2010年5月20日、ハッブル宇宙望遠鏡による観測で、WASP-12bが主星に「飲み込まれつつある」ことが判明した。それ以前にも、惑星が恒星に飲み込まれ得ることは指摘されていたが、はっきりとその現象が確認されたのはWASP-12bが初めてである。WASP-12bは、1000万年後には主星に吸収され完全に消滅するとみられる。
また、ハッブル宇宙望遠鏡の宇宙起源分光器(COS)を使った、WASP-12bの大気の観測も行われた。この観測結果は、北京大学の李抒璘らによって、2009年2月にネイチャーで発表された。その結果、質量が木星よりも40%大きいにも関わらず、大気は木星半径の3倍にまで膨らんでいることが判明した。
2013年12月3日、ハッブル宇宙望遠鏡を使用した観測に基づき、大気の外層から水蒸気が検出されたという報告がなされた。2014年7月には、WASP-12b、HD 209458 b、HD 189733 bの3つの太陽系外惑星が、従来考えられていたより大気が乾燥している（水蒸気が少ない）とする観測結果をNASAが発表した。

### 炭素の含有量
最近の観測で、WASP-12bは炭素と酸素の含有量の比率を表したC/O比における炭素の割合から、炭素に富んだ巨大ガス惑星である事が示されている。その割合は、太陽の割合を有意に超えており、観測によるWASP-12bのC/O比の適合値はおよそ1で、これに対し、太陽は0.54である。C/O比は、炭素に富んだ惑星が、惑星系内に形成された可能性がある事を示唆している。その観測を行った研究者の一人は「酸素よりも炭素が多いと、ダイヤモンドやグラファイトなどの純粋な炭素の岩石を含む」と発言している。
また発表では、「WASP-12bのような炭素に富んだ巨大ガス惑星は他に観測されていないが、理論上では、炭素を主体とする固体惑星では、様々な組成が予測されている。例えば、地球サイズの場合、内部はダイヤモンドやグラファイトに占められ、地球のケイ酸塩組成とは対照的である。」と述べられた。この発言を、メディアに引用され、中には、WASP-12bを「ダイヤモンド惑星」と呼ぶものもある。
WASP-12bの場合は、炭素は一酸化炭素やメタンとして存在している。

## 衛星の可能性
惑星の光度曲線を研究しているロシアの天文学者は、WASP-12bの周りを、少なくとも1つの太陽系外衛星が公転している事を示す、規則的な光度の変化を捉えたと発表した。
| 予想された衛星の特徴 | 予想された衛星の特徴 |
| -------------------- | -------------------- |
| 軌道長半径(au)       | 不明                 |
| 質量(M⊕)             | 0.57 - 6.4           |

## 画像

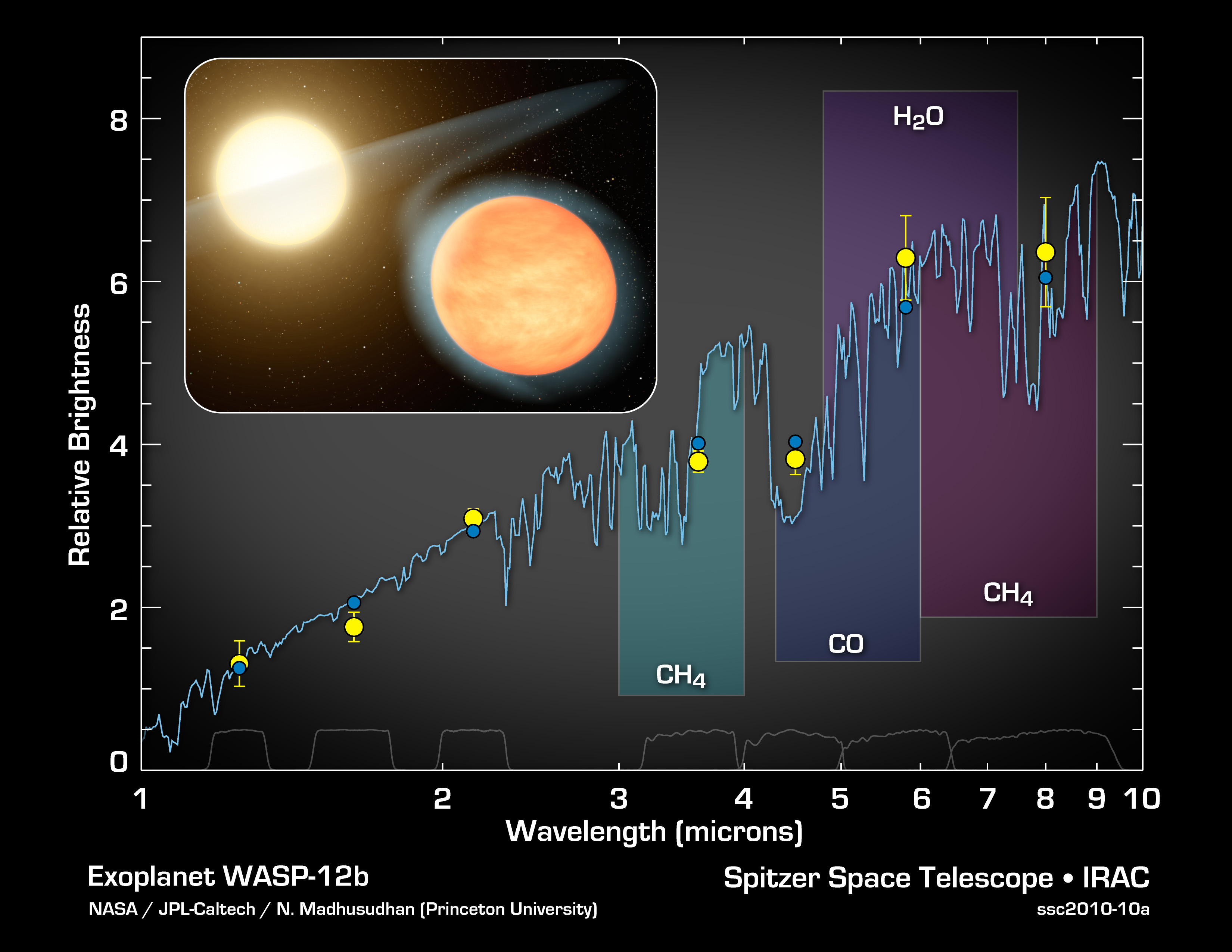
WASP-12bの想像図。
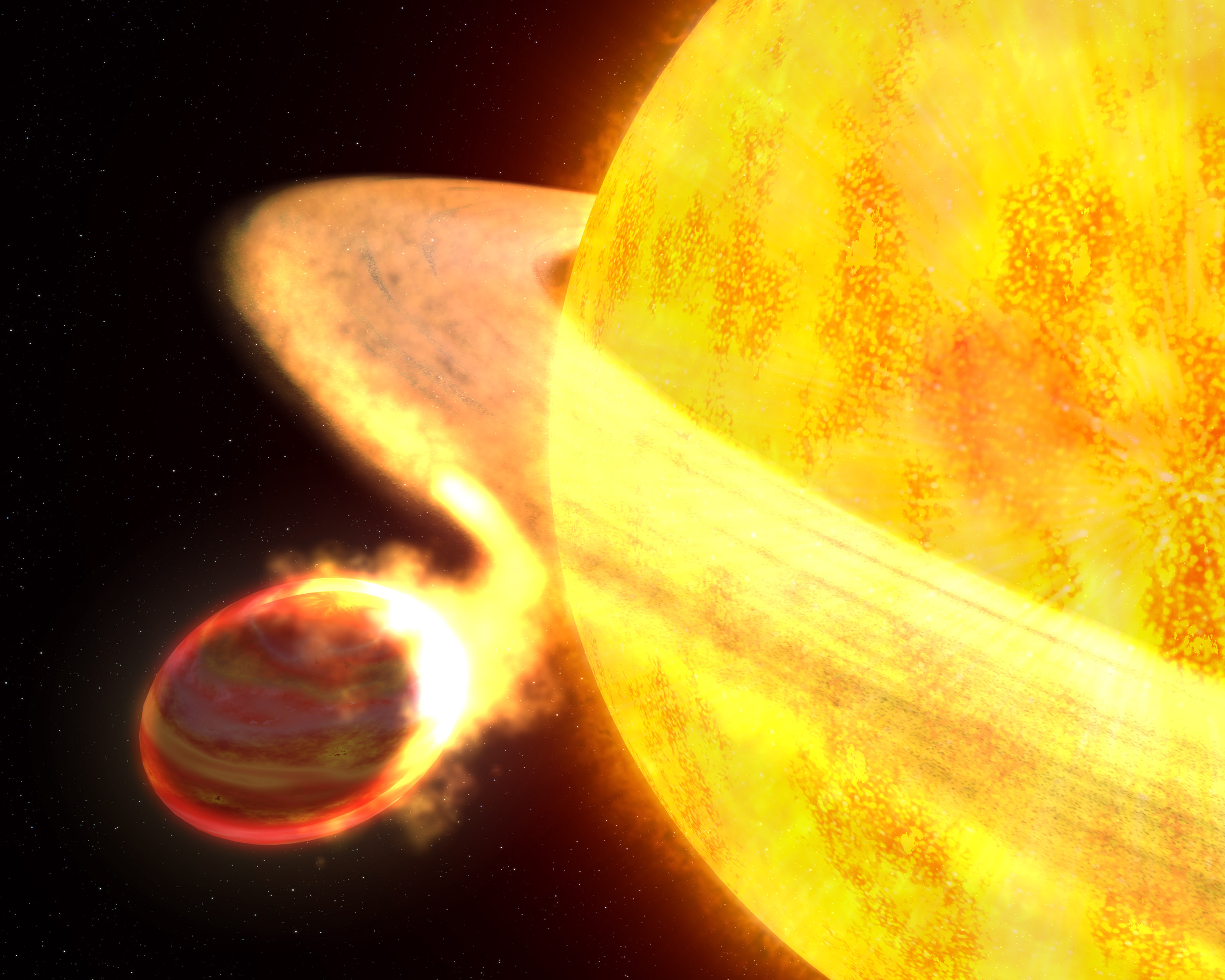
WASP-12とWASP-12bの想像図。